# Giovanni Antonio Lecchi

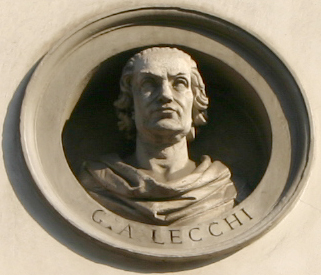
Giovanni Antonio Lecchi

Giovanni Antonio Lecchi (* 17. November 1702 in Mailand; † 24. August 1776 ebenda) war ein Mathematiker, Physiker und Jesuit.

## Leben
Lecchi studierte am Collegium der Jesuiten in Brera. Im Jahr 1718 wurde er in den Orden aufgenommen und 1736 legte er nach langem Noviziat die „Vier Gelübde“ ab.
Lecchi widmete sich lange Zeit ganz der Lehre. Zunächst unterrichtete er Rhetorik an den Jesuitenkollegs in Mailand, Pavia und Vercelli und kehrte anschließend nach Brera zurück, wo er sich den Naturwissenschaften widmete: zunächst ab 1738 der Mathematik und ab 1760 auch der Hydraulik.
Seine erste Veröffentlichung befasste sich mit der Theorie des Lichts (Theoria lucis, opticam, perspectivam, catoptricam, dioptricam complectens, Mediolani, 1739), die zweite war theologischen Charakters (Avvertenze contrapposte alla Storia del probabilismo scritta dal padre Daniello Concina e indirizzate a un erudito cavaliere, 1744). Seine Mathematikvorlesungen fasste er in einer Reihe von Lehrbüchern in lateinischer Sprache zusammen, die Geometrie, Algebra, Trigonometrie und elementare Analysis umfassen (bis 1758). Um 1757 beginnt die „zweite Phase des Lebens von Antonio Lecchi als Ingenieur und Wasserbauwissenschaftler“. Er erstellt hydraulische Gutachten für den Gouverneur der damals zum Habsburgerreich gehörenden Provinz Lombardei, wurde 1759 von Kaiserin Maria Theresia zum kaiserlichen Mathematiker und Hydrographen ernannt und verfasst seine wichtigste Schrift zur Hydraulik: Idrostatica esaminata ne’ suoi principii... (Hydrostatik, untersucht in ihren Grundsätzen und festgelegt in ihren Regeln zur Messung fließender Gewässer, 1765), die zu den besten ihrer Zeit gezählt wurde. Von 1765 bis 1773 ist er mit der Planung und Leitung der Arbeiten zur hydraulischen Sanierung in den päpstlichen Provinzen Bologna, Ferrara und Ravenna beschäftigt. Dabei wurde er in eine jahrhundertelange Kontroverse zwischen Ferrara und Bologna über den Verlauf des Flusses Reno involviert: Er wurde von Papst Clemens XIII. in eine Sachverständigenkommission berufen und dann beauftragt, die umfangreichen Empfehlungen der Kommission zum Umleitungen, Trockenlegungen und Eindeichungen umzusetzen und leitete das Projekt mit zeitweise über 2.000 Arbeitern. Im Jahr 1773 wurde er von dem den Jesuiten feindlich gesinnten Papst Clemens XIV. (der in diesem Jahr auch den Jesuitenorden aufhob) dieses Amtes enthoben und er zog sich ins Privatleben nach Mailand zurück. Dort verfasst eine Abhandlung über schiffbare Kanäle, die im Jahr seines Todes 1776 erscheint.

## Werke
Seine Schriften sind in chronologischer Folge, teils in lateinischer, teils in italienischer Sprache:
- „Theoria lucis, opticam, perspectivam, dioptricam complectens“ (Mediolani 1739);
- „Descriptio apparatus quem in funere Caroli VI. Imper. instituendum curavit R. Canonicorum a Scala collegium. Accedit laudatio funebris habita in universitate etc. etc.“ (ebd. 1741, Fol.);
- „Avvertenze contraposte alla storia del probabilismo“ (Einsedleni 1744);
- „Arithmetica universalis Isaaci Newtoni, sive de compositione et resolutione Arithmeticae perpetuis commentariis illustrata et aucta“ (Mediolani 1753);
- „Elementa geometriae theoricae et practicae“, Volumi duo (ebd. 1754);
- „Elementa trigonometriae teorico-practicae planae et sphericae“ (ebd. 1756);
- „De sectionibus conicis“ (ebd. 1758);
- „Idrostatica esaminata ne’ suoi principii e stabilita nelle sue regole della misura dell’acque correnti“ (ebd. 1765, 4°.);
- „Relazione della visita alle terre danneggiate dall’ acque di Bologna“ (Roma 1764, 4°.);
- „Memorie idrostatiche, istoriche“, Volumi duo (Modena 1773, 4°.);
- „Trattato dei canali navigabili“ (Milano 1776, 4°.). Von diesem Hauptwerke Lecchi’s, das er mit einer Geschichte der Schiffahrtscanäle einleitet, erschien 1824 eine zweite Auflage in der von Silvestri in Mailand herausgegebenen „Biblioteca scelta d’opere italiane antiche e moderne“, in welcher es den 140. Band bildet.